# Joanna Chudy
Joanna Chudy (ur. 1976 w Bielsku-Białej) – polska artystka fotograf. Członkini Okręgu Górskiego Związku Polskich Artystów Fotografików. Wykładowca w Policealnej Szkole Fotograficznej Fotoedukacja.

## Życiorys
Joanna Chudy w 2002 roku została absolwentką Akademii Sztuk Pięknych im. Jana Matejki w Krakowie (Wydział Konserwacji i Restauracji Dzieł Sztuki), w 2009 roku ukończyła (z wyróżnieniem) Wyższe Studium Fotografii w Państwowej Wyższej Szkole Filmowej, Telewizyjnej i Teatralnej im. Leona Schillera w Łodzi. W 2013 roku obroniła doktorat w Akademii Sztuk Pięknych w Warszawie. Związana ze śląskim środowiskiem fotograficznym – mieszka i tworzy w Bielsku-Białej. Miejsce szczególne w jej twórczości zajmuje fotografia abstrakcyjna, fotografia aktu, fotografia architektury, fotografia dokumentalna, fotografia krajobrazowa, fotografia kreacyjna, fotografia podróżnicza, fotografia portretowa. Dużą część swoich fotografii tworzy w technice czarno-białej oraz analogowej. W 2006 podjęła pracę jako nauczycielka w Zespole Sztuk Plastycznych, w Bielsku-Białej. Jest wykładowcą w Policealnej Szkole Fotograficznej Fotoedukacja.
Joanna Chudy jest autorką kilkudziesięciu wystaw indywidualnych, współautorką wielu wystaw zbiorowych w Polsce i za granicą (między innymi w Bułgarii, Francji, Niemczech). Jej fotografie prezentowane na wystawach pokonkursowych wielokrotnie doceniano akceptacjami, nagrodami, wyróżnieniami (m.in. Grand Prix VI Warszawskiego Festiwalu Fotografii Artystycznej w Warszawie, w 2010 roku, I nagroda w Ogólnopolskim Konkursie Fotograficznym Portret 2009 w Kole, wyróżnienie w XVII Biennale fotografii w technikach fotograficznych i cyfrowym przetwarzaniu obrazu Remis 2009 w Ostrowie Wielkopolskim, I nagroda w konkursie Aura Hogan & Hartson w Warszawie, w 2009 roku, wyróżnienie w konkursie The Independent Photographer w Berlinie, w 2017 roku, Nagroda Dyrektora Galerii Bielskiej BWA w Bielsku-Białej w IV Bielskim Festiwalu Sztuk Wizualnych, w 2018 roku). 
W 2010 roku otrzymała stypendium Ministerstwa Kultury i Dziedzictwa Narodowego, w 2018 ponownie została stypendystką MKiDN. W 2011 roku otrzymała stypendium Marszałka Województwa Śląskiego. W 2014 roku została przyjęta w poczet członków rzeczywistych Związku Polskich Artystów Fotografików (legitymacja nr 1132), w którym obecnie pełni funkcję sekretarza w Zarządzie Okręgu Górskiego ZPAF (kadencja na lata 2017–2020). Jest autorką fotografii do książki Niepamięć. Tożsamość ukryta, wydanej przez Galerię Bielską Biura Wystaw Artystycznych, w 2019 roku.
Fotografie Joanny Chudy mają w swoich zbiorach (między innymi) Galeria Bielska Biura Wystaw Artystycznych oraz Muzeum Historyczne w Bielsku-Białej – Zamek książąt Sułkowskich. 

## Wystawy indywidualne
- Warszawa 2023, Niepamięć. Tożsamość ukryta, Stara Galeria ZPAF[22]
- Kraków 2023, Niepamięć. Tożsamość ukryta, Galeria ZPAF[23]
- Łódź 2017, W bieli, niebieski, czerwony, Galeria FF
- Braga 2014, The pictures of emotions and other ailments of a sensitive human, Encontros da Imagem - International Photography Festival
- Bordeaux 2014, Śląski Ulisses, Itineraires des photographes voyageurs 2014
- Tuluza 2013, The pictures of emotions and other ailments of a sensitive human, Festival Manifesto
- Kopenhaga 2013, Obrazy emocji, Copenhagen Photo Festival
- Kraków 2013, Obrazy emocji, Miesiąc Fotografii w Krakowie Galeria Artefactory
- Bielsko-Biała 2013, Obrazy emocji, Galeria Fotografii B&B
- Derby 2013, Śląski Ulisses, FORMAT International Photography Festival w Londynie
- Luksemburg 2012, Powrót do korzeni, Festiwal CinEast w Luksemburgu, Abbaye de Neumünster
- Katowice 2012, Śląski Ulisses, Rondo Sztuki
- Poznań 2011, Fragmentaryczność wspomnień, czyli pocztówki z podróży, Galeria Ego
- Plewen 2011, Współczesne mity, Phodar Biennial 2011
- Sofia 2011, Śląski Ulisses, Instytut Polski w Sofii
- Rybnik 2011, Wieczność i chwila, 8 Międzynarodowy Festiwal Fotografii
- Warszawa 2011, Śląski Ulisses, Galeria Obok
- Łódź 2011, Śląski Ulisses, Galeria FF
- Bielsko-Biała 2010, Śląski Ulisses, Galeria Bielska BWA
- Kraków 2010, Śląski Ulisses, Miesiąc Fotografii w Krakowie 2010, Show Off, Galeria Artefactory Kraków

Źródło

## Wystawy zbiorowe
- Kraków 2023, GERANIUM. krakowska galeria ZPAF[24]
- Łódź 2018, Salony fotografii, Miejska Galeria Sztuki w Łodzi
- Bielsko-Biała 2018, Doroczna wystawa członków Okręgu Górskiego ZPAF, Galeria B&B
- Bielsko-Biała 2018, Bielski Festiwal Sztuk Wizualnych, Galeria B&B
- Berlin 2017, The Independent Photographer – First Edition - 2016/2017, Galerie Eigenheim Weimar/Berlin
- Bielsko-Biała 2016, Twarze i spotkania, Bielskie Centrum Kultury
- Bielsko-Biała 2016, Kolekcja Sztuki Galerii Bielskiej BWA – POKAZ 4, Galeria BWA
- Triest 2015, Preview, Slideluck
- Warszawa 2015, Przestrzeń wspólna / przestrzeń własna, VIII Warszawski Festiwal Fotografii Artystycznej, Pałac Branickich
- Warszawa 2015, Inner space VIII Warszawski Festiwal Fotografii Artystycznej, 101 Projekt Galeria Sztuki Współczesnej
- Warszawa 2014, Miejsca naznaczone, Warsaw Photo Days, ZPAF Galery
- Bielsko-Biała 2014, Bielsko XXI, Bielskie Centrum Kultury
- Warszawa 2012, Projekt fotografia kolekcjonerska 10, Galeria Senatorska
- Kolonia 2012, Biennale Photokina, Kolonia
- Katowice 2012, Sztuka kobiet – kobiety w sztuce, Muzeum Śląskie
- Katowice 2012, Artystki Śląskie, Muzeum Śląskie
- Berlin 2012, Podróże fantasmagoryczne, Galeria Zero
- Warszawa 2011, Ekspozycja, Centrum Działań Twórczych Galeria 1500 m² do wynajęcia
- Poznań 2011, Photo diploma award, Stary Browar
- Koszalin 2011, Debiuty wystawa w ramach Koszalińskiego Festiwalu Filmowego Młodzi i film
- Strasbug 2011, Polska dzisiaj pomiędzy tradycją a nowoczesnością – wystawa ZPAP w Parlamencie Europejskim w Strasburgu
- Bielsko-Biała 2011, Bielski Festiwal Sztuk Wizualnych 2011, Galeria Bielska BWA
- Warszawa 2011, Portrety, Centrum Działań Twórczych Galeria 1500 m² do wynajęcia
- Paryż 2010, Entre tradition et modernie Galeria Espace 74, Wystawa w ramach Paris Photo
- Zingst 2010, Fotofestival Horizonte 2010
- Warszawa 2010, Dyplomanci Profesora Wojciecha Prażmowskiego, Galeria Skwer – Fabryka Trzciny
- Warszawa 2010, VI Warszawski Festiwal Fotografii Artystycznej, Wystawa w Galerii Sztuki Mediów ASP w Warszawie
- Elbląg 2010, Obrazowanie – Wystawa ASP w Warszawie w Galerii El w Elblągu
- Bielsko-Biała 2010, Piątka – Wystawa w Galerii w Bielsku-Białej
- Suwałki 2009, Piątka – Wystawa w Galerii PAcamera Suwałki
- Tarnów 2009, Piątka – Wystawa w Galerii Miejskiej Tarnów
- Katowice 2009, Czuła ostrość – Galeria Szyb Wilsona. Wystawa w ramach Miesiąca Fotografii w Krakowie
- Koło 2009, Ogólnopolski Konkurs Fotograficzny Portret 2009 – Wystawa pokonkursowa
- Warszawa 2009, V Warszawski Festiwal Fotografii Artystycznej – Wystawa w Galerii Sztuki Mediów;
- Ostrów Wielkopolski 2009, Remis 2009 – 17. Biennale fotografii w technikach fotograficznych i cyfrowym przetwarzaniu obrazu Wystawa pokonkursowa
- Hamburg 2008, Europe-Lounge – pokaz fotografii
- Gdynia 2008, Fotografowie jutra, Galeria PPNT, Festiwal Polskich Filmów Fabularnych
- Kielce 2008, W stronę sacrum – Galeria Współczesnej Sztuki Sakralnej
- Łódź 2008, Fotografowie jutra – 15 lat studiów fotograficznych w PWSFTviT Galeria Miejska w Łodzi
- Wrocław 2007, Versus Festiwal Fotospace

Źródło